# Waldemar Żyszkiewicz
Waldemar Żyszkiewicz (ur. 22 października 1947 w Rzeszowie) – polski poeta, dramatopisarz i scenarzysta; dziennikarz i publicysta.

## Życiorys
Ukończył budownictwo lądowe otrzymując w 1971 tytuł inżyniera na Politechnice Krakowskiej. Równocześnie rozpoczął studia filozoficzne na UJ, zakończone magisterium w 1975. Pracował jako nauczyciel akademicki na Akademii Górniczo-Hutniczej, gdzie prowadził zajęcia z filozofii.
W 1972 zadebiutował na łamach prasy literackiej. Pierwszy tom poezji zatytułowany Nazwij to Nowy Radosny Dzień wydał w 1980 roku. Kolejne cztery tomy opublikował w latach 80. i 90. XX wieku. Później ukazały się m.in. Zmienny kształt powabu (2007) i Taki lajf. Tejk 7.0 (2016), za który otrzymał nominację do Orfeusza – Nagrody Poetyckiej im. K.I. Gałczyńskiego 2017.
Był autorem scenariuszy teatralnych, m.in. wystawionej na scenie Teatru Nowego w Łodzi adaptacji Pornografii Witolda Gombrowicza (1985) oraz zrealizowanej w 1989 przez Teatr Telewizji Historii Witolda Gombrowicza. Napisał kilka sztuk skierowanych do dzieci, z których największą popularność zdobyło przedstawienie lalkowe Jak zdobyć korzec złota. Od 1997 jest stałym publicystą Tygodnika Solidarność.